# Rajd Liepāja 2018
Rajd Liepāja 2018 (Rally Liepāja 2018) – 6 edycja rajdu samochodowego Rajdu Lipawy, rozgrywanego na Łotwie. Rozgrywany był od 12 do 14 października 2018 roku. Bazą rajdu była miejscowość Lipawa. Była to ósma runda Rajdowych Mistrzostw Europy w roku 2018. Składał się z dwunastu odcinków specjalnych. 

## Lista startowa[2]
Poniższa lista startowa obejmuje tylko zawodników startujących i zgłoszonych do rywalizacji w kategorii ERC w najwyższej klasie RC2, samochodami najwyższej klasy mogącymi startować w rajdach ERC - R5.   
| Nr. | Zespół                     | Kierowca          | Pilot                | Samochód        |
| --- | -------------------------- | ----------------- | -------------------- | --------------- |
| 1   | Sports Racing Technologies | Nikołaj Griazin   | Jarosław Fiedorow    | Škoda Fabia R5  |
| 2   | Škoda Auto Deutschland     | Fabian Kreim      | Frank Christian      | Škoda Fabia R5  |
| 3   | Eyvind Brynildsen          | Eyvind Brynildsen | Ilka Minor-Petrasko  | Ford Fiesta R5  |
| 4   | Toksport WRT               | Orhan Avcioglu    | Burcin Korkmaz       | Škoda Fabia R5  |
| 5   | Rallytechnology            | Łukasz Habaj      | Daniel Dymurski      | Škoda Fabia R5  |
| 6   | Fredrik Åhlin              | Fredrik Åhlin     | Joakim Sjöberg       | Škoda Fabia R5  |
| 7   | Niki Mayr-Melnhof          | Niki Mayr-Melnhof | Leopold Welsersheimb | Ford Fiesta R5  |
| 8   | Neiksans Rally Sport       | Jānis Berķis      | Edgars Čeporjus      | Ford Fiesta R5  |
| 9   | ACCR Czech Team            | Filip Mareš       | Jan Hloušek          | Škoda Fabia R5  |
| 10  | Rhys Yates                 | Rhys Yates        | Elliott Edmondson    | Škoda Fabia R5  |
| 11  | Toksport WRT               | Chris Ingram      | Ross Whittock        | Škoda Fabia R5  |
| 12  | Tibor Érdi jun.            | Tibor Érdi jun.   | György Papp          | Škoda Fabia R5  |
| 14  | Palmeirinha Rally          | Paulo Nobre       | Gabriel Morales      | Škoda Fabia R5  |
| 16  | Peugeot Rally Academy      | Laurent Pellier   | Geoffrey Combe       | Peugeot 208 T16 |

## Zwycięzcy odcinków specjalnych
| Dzień | Numer odcinka | Nazwa odcinka                                | Długość  | Zwycięzca odcinka | Samochód       | Czas    | Lider rajdu     |
| ----- | ------------- | -------------------------------------------- | -------- | ----------------- | -------------- | ------- | --------------- |
| 13 X  | OS1           | NESTE 1 (PĒRBONE)                            | 10,81 km | Nikołaj Griazin   | Škoda Fabia R5 | 5:20.7  | Nikołaj Griazin |
| 13 X  | OS2           | LDZ CARGO 1 (LAIDI)                          | 21,95 km | Nikołaj Griazin   | Škoda Fabia R5 | 10:28.3 | Nikołaj Griazin |
| 13 X  | OS3           | RAMIRENT (UPĪTES)                            | 21,89 km | Nikołaj Griazin   | Škoda Fabia R5 | 10:55.1 | Nikołaj Griazin |
| 13 X  | OS4           | NESTE 2 (PĒRBONE)                            | 10,81 km | Nikołaj Griazin   | Škoda Fabia R5 | 5:12.6  | Nikołaj Griazin |
| 13 X  | OS5           | LDZ CARGO 2 (LAIDI)                          | 21,95 km | Nikołaj Griazin   | Škoda Fabia R5 | 10:09.1 | Nikołaj Griazin |
| 13 X  | OS6           | ŠKODA (VILGĀLE)                              | 24,14 km | Chris Ingram      | Škoda Fabia R5 | 11:49.2 | Nikołaj Griazin |
| 14 X  | OS7           | CANON BIZNESA CENTRS- IB SERVISS (DINSDURBE) | 6,53 km  | Nikołaj Griazin   | Škoda Fabia R5 | 3:07.9  | Nikołaj Griazin |
| 14 X  | OS8           | SIXT rent a car 1 (PAPLAKA)                  | 18,35 km | Nikołaj Griazin   | Škoda Fabia R5 | 9:06.6  | Nikołaj Griazin |
| 14 X  | OS9           | SIXT rent a car 2 (PAPLAKA)                  | 18,35 km | Nikołaj Griazin   | Škoda Fabia R5 | 8:54.3  | Nikołaj Griazin |
| 14 X  | OS10          | PORT OF LIEPAJA (VECPILS)                    | 15,77 km | Fredrik Åhlin     | Škoda Fabia R5 | 7:24.4  | Nikołaj Griazin |
| 14 X  | OS11          | LOC (PODNIEKI)                               | 10,29 km | Fabian Kreim      | Škoda Fabia R5 | 5:38.7  | Nikołaj Griazin |
| 14 X  | OS12          | LIEPĀJA (TEBRA)                              | 24,99 km | Fredrik Åhlin     | Škoda Fabia R5 | 11:56.7 | Nikołaj Griazin |

## Wyniki rajdu[3]
| Miejsce | Kierowca        | Pilot             | Samochód       | Czas      | Strata  | Pkt ERC |
| ------- | --------------- | ----------------- | -------------- | --------- | ------- | ------- |
| 1       | Nikołaj Griazin | Jarosław Fiedorow | Škoda Fabia R5 | 1:40:14.5 | –       | 25+14   |
| 2       | Chris Ingram    | Ross Whittock     | Škoda Fabia R5 | 1:40:57.8 | +43.3   | 18+10   |
| 3       | Fredrik Åhlin   | Joakim Sjöberg    | Škoda Fabia R5 | 1:41:03.3 | +48.8   | 15+10   |
| 4       | Fabian Kreim    | Frank Christian   | Škoda Fabia R5 | 1:41:11.5 | +57.0   | 12+10   |
| 5       | Łukasz Habaj    | Daniel Dymurski   | Škoda Fabia R5 | 1:42:10.6 | +1:56.1 | 10+5    |
| 6       | Filip Mareš     | Jan Hloušek       | Škoda Fabia R5 | 1:42:40.2 | +2:25.7 | 8+4     |
| 7       | Rhys Yates      | Elliott Edmondson | Škoda Fabia R5 | 1:43:57.3 | +3:42.8 | 6+1     |
| 8       | Orhan Avcioglu  | Burcin Korkmaz    | Škoda Fabia R5 | 1:47:43.5 | +7:29.0 | 4       |
| 9       | Tom Kristensson | Henrik Appelskog  | Opel Adam R2   | 1:48:52.9 | +8:38.4 | 2       |
| 10      | Mārtiņš Sesks   | Renars Francis    | Opel Adam R2   | 1:49:13.6 | +8:59.1 | 1       |

## Końcowa klasyfikacja ERC
Kierowcy
| Msc. | Kierowca           | Punkty |
| ---- | ------------------ | ------ |
| 1    | Aleksiej Łukjaniuk | 150    |
| 2    | Nikołaj Griazin    | 129    |
| 3    | Bruno Magalhães    | 115    |
| 4    | Fabian Kreim       | 101    |
| 5    | Chris Ingram       | 90     |